# Chloridolum borneense
Chloridolum borneense là một loài bọ cánh cứng trong họ Cerambycidae.